# Portul Călărași

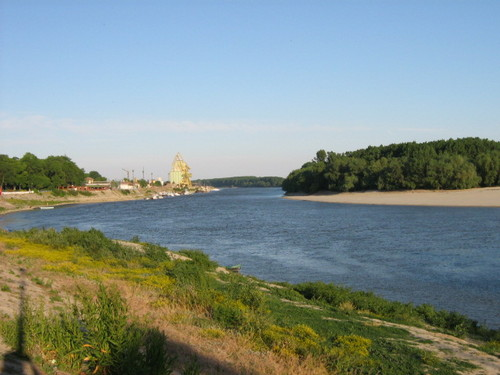
Port pe brațul Borcea

Portul Călărași este un port fluvial românesc, situat în orașul Călărași, pe  malul stâng al Dunării, la kilometrul 370 și la km. 94 pe malul stâng al brațului Borcea. Este compus din trei porturi distincte:
1. Portul industrial, specializat pentru produse metalurgice cu dane operative din care: 
- cheu vertical de 400 ml pentru preluarea produselor siderurgice, dotat cu macarale și platforme portuare;
- cheu vertical de 135 ml pentru încărcat zgură, dotat cu încărcător și platformă portuară.

Adâncimea minimă în dane este de minim 4,25 m.
2. Portul comercial, aflat în imediata apropiere a orașului, la km 94 pe brațul Borcea, dotat cu: 
- dană cu cheu înclinat de 100 ml dotată cu un siloz pentru cereale și platformă portuară;
- dane pentru depozitare mărfuri în vrac de 250 ml, cu cheu vertical și macarale de cheu, platformă pentru depozitare și linie de garaj;
- dane pentru pasageri, cu cheu înclinat de 100 ml dotată cu sală de așteptare, pontoane de acostare și miră hidrometrică.

Suprafața totală a platformelor portului comercial este de 213.000 mp, iar adâncimea minimă în dane de 2,80 m. 
3. Portul Călărași - Modelu este amplasat la km 90+500 pe malul stâng al brațului Borcea. Este compus din două moluri de operare, prevăzut cu cheuri înclinate, depozite pentru materiale și estacade cu bandă rulantă.
Accesul în toate aceste porturi se face feroviar, prin stația CFR Călărași Sud - Ciulnița, cât și rutier, la DN3 București - Călărași - Constanța, DN3B Călărași - Fetești, DN31 Oltenița - Călărași.